# Tales de Mileto
Tales de Mileto (em grego: Θαλῆς ὁ Μιλήσιος; Mileto, c. 624 a.C. — Mileto, c. 546 a.C.) foi um filósofo pré-socrático, astrônomo, matemático, engenheiro e comerciante da Grécia Antiga, fundador da  Escola Jônica. Considerado, por alguns, o primeiro filósofo ocidental, é apontado como um dos sete sábios da Grécia Antiga, os primeiros estudiosos da natureza (physis/natura Φύσις) a formular uma explicação racional sobre o mundo/universo sem recorrer ao sobrenatural.
Considerava a água como sendo a origem de todas as coisas, e seus seguidores, embora discordassem quanto à “substância primordial”, que constituía a essência do universo, concordavam com ele no que dizia respeito à existência de um “princípio único" para essa natureza primordial. Resultando na teoria do “tudo é um”, onde há uma unidade geral do universo e todos são ligados.
Entre os principais discípulos de Tales de Mileto merecem destaque: Anaximandro de Mileto, para quem os mundos eram infinitos em sua perpétua inter-relação; e Anaxímenes de Mileto que afirmava que o "ar" era a substância primária.
No naturalismo esboçou o que podemos citar como os primeiros passos do pensamento Teórico evolucionista: "O mundo evoluiu da água por processos naturais", disse ele, aproximadamente 2 460 anos antes de Charles Darwin. Sendo seguido por Empédocles de Agrigento na mesma linha de pensamento evolutivo: "Sobrevive aquele que está melhor capacitado". [carece de fontes?]
Tales aparece como o "pai" da filosofia ocidental, é devido seu esforço em buscar o princípio único da explicação do mundo, não só constituiu o ideal da filosofia como também forneceu impulso para o próprio desenvolvimento dela. A tendência do filósofo em buscar a verdade da vida na natureza o levou também a algumas experiências com magnetismo que naquele tempo só existiam como curiosa atração por objetos de ferro por um tipo de rocha meteórica achado na cidade de Magnésia, de onde o nome deriva.
Segundo o historiador grego Heródoto, Tales teria previsto um eclipse solar em 585 a.C. e, possívelmente seria o primeiro a explicar o eclipse solar, quando verificou que a Lua é iluminada por esse astro. Os astrônomos modernos calculam que esse fenômeno ocorrera em 28 de maio do ano mencionado por Heródoto. Para Aristóteles, esse evento marca o início da filosofia.

## Biografia
Tales é de ascendência fenícia, filho dos nobres Esamio e Cleobulina, nascido aproximadamente na metade do século VII a.C. possívelmente em Mileto, antiga colônia grega, situada na Ásia Menor (atual Turquia).
Foi extraordinário comerciante, tornou-se rico, em pleno período que transcorria os primeiros anos de migração da cultura grega ao Egito. Assim Tales visitou o Egito Antigo, onde conheceu a ciência (astronomia e geometria), aprendeu a teoria dos eclipses Solar e Lunar, e que esses fenômenos repetiam-se periodicamente de acordo com um ciclo.

## Observação da água
Com base em observações empíricas (experimentar o real), Tales constata que todos os elementos que constituíam a natureza (ao menos aos que ele tinha alcance) eram compostos, em maior ou menor proporção, de água (o arqué fundador).

## Cosmologia
Os fenícios – através de sua mitologia – consideravam os elementos da Natureza (o Sol, a Terra, o Céu, o Oceano, as montanhas, etc.) como forças autônomas, honrando-os como deuses, elevados pela fantasia a seres altivos, móveis, conscientes e dotados de sentimentos, vontades e desejos. Estes deuses constituíam-se na fonte e na essência de todas as coisas do universo.
Tales foi um dos primeiros pensadores a alterar esses conceitos observando mais atentamente os fenômenos da natureza, a Physis (φύσις).
O ponto de partida da teoria especulativa de Tales – como também de todos os demais filósofos da escola Jônica – foi a verificação da permanente transformação das coisas umas nas outras e sua intuição básica é de que todas as coisas são uma só coisa fundamental, ou um só princípio (arché, ἀρχή).
Dos escritos de Tales, nenhum deles sobreviveu até nossos dias. Suas ideias filosóficas são conhecidas graças aos trabalhos de doxógrafos como Diógenes Laércio e Simplício da Cilícia e de filósofos, principalmente Aristóteles.
Em sua obra Metafísica, Aristóteles nos conta:
| “ | Tales diz que o princípio de todas as coisas é a água, sendo talvez levado a formar essa opinião por ter observado que o alimento de todas as coisas é úmido e que o próprio calor é gerado e alimentado pela umidade. Ora, aquilo de que se originam todas as coisas é o princípio delas. Daí lhe veio essa opinião, e também a de que as sementes de todas as coisas são naturalmente úmidas e de ter origem na água a natureza das coisas úmidas. | ” |

Em seu livro Da Alma, Aristóteles escreve:
| “ | E afirmam alguns que ela [a alma] está misturada no todo. É por isso, talvez, que Tales pensou que todas as coisas estão cheias de deuses. Parece também que Tales, pelo que se conta, supôs que a alma é algo que move, se é que disse que a pedra (ímã) tem alma, porque move o ferro. | ” |

Esse esforço investigativo de Tales no sentido de descobrir uma unidade, que seria a causa de todas as coisas, representa uma mudança de comportamento na atitude do homem perante o cosmos, pois abandona as explicações religiosas até então vigentes e busca, através da razão e da observação, um novo sentido para o universo.
Quando Tales disse que todas as coisas estão cheias de deuses, ou que o magnetismo se deve à existência de “almas” dentro de certos minerais, ele não estava invocando as palavras Deus e Alma, no sentido religioso como as conhecemos atualmente, mas sim adivinhando intuitivamente a presença de fenômenos naturais inerentes à própria matéria.
Embora suas conclusões cosmológicas estivessem erradas podemos dizer que a Filosofia começou então com Tales, que ao estabelecer a proposição de que a água é o absoluto, provoca como consequência o primeiro distanciamento entre o pensamento racional e as percepções sensíveis.
A vida dos antigos pensadores gregos é frequentemente conhecida apenas de maneira incompleta. Realmente, os primeiros biógrafos não achavam correto divulgar fatos menos importantes concernentes à personalidade dos sábios. Eles julgavam as descobertas destes homens mais que suficientes para que fossem considerados como seres bastante superiores aos comuns mortais. E, como tais, deveriam ter uma imagem semelhante à dos deuses, sendo desprezados os fatos mais corriqueiros de sua vida.
Segundo Kirk Raven, a evidência da cosmologia de Tales é muito fraca e imprecisa e, por isso, somente pode ser tomada como uma base para a especulação.

## Contos
- Platão no diálogo Teeteto faz Sócrates relatar a Teodoro de Cirene o caso da rapariga da Trácia que zombou de Tales por este ter caído num poço ao observar o céu (174a).[19]
- Plutarco disse que Tales certa vez olhando para o céu, tropeçou e caiu, sendo repreendido por alguém como lunático: analisava o tempo para descobrir se haveria uma seca, o que o fez ganhar muito dinheiro. Outros dizem que tendo caído, desapareceu num buraco.
- Usando seu conhecimento astronômico e meteorológico (provavelmente herdado dos babilônios), Tales previu uma excelente colheita de azeitonas com um ano de antecedência. Sendo um homem prático, conseguiu dinheiro para alugar todas as prensas de azeite de oliva da região e, quando chegou o verão, os produtores de azeite tiveram que pagar a ele pelo uso das prensas, o que o levou a ganhar uma grande fortuna com esse negócio.

## Interpretação nietzschiana
| “ | A Filosofia grega parece começar com uma ideia absurda, com a proposição: a água é a origem e a matriz de todas as coisas. Será mesmo necessário determo-nos nela e levá-la a sério? Sim, e por três razões: em primeiro lugar, porque essa proposição enuncia algo sobre a origem das coisas; em segundo lugar, porque o faz sem imagem e fabulação; e, enfim, em terceiro lugar, porque nela, embora apenas em estado de crisálida (estado latente, prestes a se transformar), está contido o pensamento: “Tudo é Um”. A razão citada em primeiro lugar deixa Tales ainda em comunidade com os religiosos e supersticiosos, a segunda o tira dessa sociedade e o mostra como investigador da natureza, mas, em virtude da terceira, Tales se torna o primeiro filósofo grego. | ” |

Friedrich Nietzsche, em A Filosofia na Idade Trágica dos Gregos

## Descobertas geométricas
Os fatos geométricos cujas demonstrações são atribuídas a Tales são:
- Que os ângulos da base dos triângulos isósceles são iguais;
- Do seguinte teorema: se dois triângulos tem dois ângulos e um lado respectivamente iguais, então são iguais;
- De que todo diâmetro divide um círculo em duas partes iguais;
- De que ao unir-se qualquer ponto de uma circunferência aos extremos de um diâmetro AB obtém-se um triângulo retângulo em C. Provavelmente, para demonstrar este teorema, Tales usou também o fato de que a soma dos ângulos de um triângulo é igual a dois ângulos retos.

Ele chamou a atenção de seus conterrâneos para o fato de que se duas retas se cortam, então os ângulos opostos pelo vértice são iguais.
- Commons